# Y-Stück
Als Y-Stück wird ein Bauteil oder Messpunkt bezeichnet, der in Systemen zur Versorgung mit Atemluft eine wichtige Rolle spielt.
Es handelt sich um die Stelle, an der eine Trennung stattfindet von
1. dem „Mischgas“, wie es sich in Lunge und Atemwegen von Menschen (und auch Tieren) befindet, und
2. den aufgetrennten Gasströmen
  - Inspirationsgas oder Einatemluft
  - Exspirationsgas oder Ausatemluft.

Das Y-Stück ist die Stelle, ab der der funktionelle Totraum zu berechnen ist. Bei der Beatmung in Notfällen und der Atemluftversorgung etwa von Tauchern oder Feuerwehrleuten ist es wichtig, dass dieser Totraum so klein wie möglich gehalten wird, da er die Sauerstoffsättigung mindert und die erforderliche zusätzliche Atemtiefe erhöht (Pendelatmung). Das Y-Stück ist deshalb so dicht wie möglich am Menschen anzuordnen. Nur für einige Übungen bei Funktionsstörungen der Lunge vergrößert man künstlich den Totraum, um etwa Verhalten oder Muskulatur zu trainieren.
Das Y-Stück ist realisiert
- bei Narkosesystemen unter diesem Namen; heute meist aus Kunststoff, früher aus Metall.
- beim Beatmungsbeutel als Patientenventil unmittelbar zusammen mit dem Maskenkonus.
- in Atemreglern innerhalb der Zweiten Stufe eingebaut.
- bei Atemschutzmasken moderner Bauart wird es durch den Ventilapparat an der Innenmaske gebildet.